# Thomas Portau
Thomas Portau (ou Porthau ainsi que Porthaux) est un imprimeur calviniste français de Saintonge, actif à Niort, Pons et Saumur, de 1589 (?) à sa mort le 20 janvier 1623. 

## Biographie
Vraisemblablement proche parent (fils ?) de l’imprimeur rochellois Jean Portau (actif de 1573 à 1589), il exerça successivement, peut-être à La Rochelle (avant 1589), et à Niort (1589), à Pons (1590-1594), de nouveau à Niort (1594-1600) et enfin à Saumur (1601-1623), où il s’installa à la demande du charismatique gouverneur Philippe Duplessis-Mornay, dont il devint officieusement l’imprimeur attitré. Il avait épousé en secondes noces (1603) Madeleine Hay, petite-fille de Barthélémy Berton, imprimeur lui aussi. 
Imprima de nombreux ouvrages des grands esprits de la Réforme, notamment de Théodore de Bèze, des frères Rivet et du gouverneur Duplessis-Mornay. Malgré la quasi-destruction de son atelier lors des troubles de 1621, il parvint à relancer son activité jusqu’à sa mort, survenue le 20 janvier 1623. Sa veuve poursuivit son activité jusqu’en 1625, date de son propre décès. Leur fille Marie avait épousé l'imprimeur Jean Moussat, qui reprit l'activité de ses beaux-parents.
Ardent propagateur de la Réforme, on lui attribue en toute certitude (la plupart de ses publications étant signées) plus d’une centaine d’ouvrages concernant (surtout) la religion - Bible, sermons, controverses, réfutations et dénonciations ; il faut toutefois y adjoindre des psaumes traduits par le poète Clément Marot ainsi que l'histoire du royaume d'Antangil, première utopie jamais écrite en français.
Apposait parfois une marque mystique, vraisemblablement d'inspiration rosicrucienne, sur les livres sortis de son atelier : un serpent crucifié sur une croix en tau, entre deux rosiers issant du stauros, flanqué de deux devises, à gauche : ex spina rosa, et à droite : ex cruce corona. Doté d'un certain sens de la publicité, il a généralement fait figurer son nom sur les ouvrages qu'il a édité.

## Principaux ouvrages connus
(Classés par lieux et dates d'édition)

### 1repériodede Niort: 1589
- Robert Garnier : Les tragédies de Robert Garnier, conseiller du Roy, lieutenant général criminel au Siège présidial et Sénéchaussée du Maine, au Roy de France et de Pologne[9]. A Niort, chez Th. Portau, 1589[10].

### Période de Pons: 1590 à 1594
- Yves Rouspeau[11]  : Cantique de Resjouissance sur la victoire obtenue par le Roy sur ses ennemis, le 14 mars 1590. 1590.
- Yves Rouspeau : Poemes sacrez du Sainct Sacrement de la Cène, nouvellement mis en lumière par l'auteur. 1590.
- Yves Rouspeau : Stances de l'honneste amovr, svr la deffence du s. mariage contre les fausses accusations & calomnies de Philippe des Portes, nouvellement mis à jour par l'auteur. 1590[12]
- Yves Rouspeau : Sonnetz de l’honneste amour, nouvellement mis à jour par l'auteur. 1590[13]
- Yves Rouspeau : Traicté de l’office des malades, ensemble plusieurs quattrains et sonetz chrestiens mis en lumière par l'auteur. 1590.
- Yves Rouspeau : Quatrains spirituelz de l’Honneste amour, nouvellement mis en lumière. 1593[14]

### 2ePériode de Niort: 1594 à 1600
- Georges Pacard, Response à la Confession de Foy de Claude de Sainctes[15], 1594.
- Georges Pacard, Traicté contre la Transsubtanciation, 1595.
- Guy de Chauliac, Les fleurs du grand Guidon[16], 1595.
- Christophe Deffrans[17], Les Histoires des poètes, comprises au Grand Olympe, en ensuyvant la Métamorphose d’Ovide, 1595, 4°.
- Louis de La Blachière, Responses de Michau l’Aveugle au premier livre de Mgr J. C. Boulenger, 1595.
- Louis de La Blachière, Dispute faite par escrit, en laquelle Loys de la Blachière, ministre de la parole de Dieu en l'église réformée de Niort, maintient que la messe n'est point de l'institution de Jésus Christ. Contre Jules Cœsar Boulenger, prédicant selon la doctrine des jésuites, qui soustient la messe estre un sacrifice expiatoire pour la rémission des péchez, 1595.
- Jean Bornier, Hippocrate : les aphorismes, expliquez en vers françois par Ian Bornier, 1596.
- Louis de La Blachière, Seconde Dispute faite par escrit, en laquelle Loys de la Blachière, ministre de la parole de Dieu en l'église réformée de Niort, soustient qu'il n'a prononcé aucunes calomnies ny faussetés contre la messe : ains toutes véritez, comne ennemie du sacrifice de Jésus-Christ, qui ne l'a jamais instituée. Contre Jules-Cœsar Boulenger, qui soustient la messe estre un sacrifice, le désadvouant à présent pour expiatoire, 1596.
- Georges Pacard, Dispute entre un François et un Romain touchant trois poincts de Doctrine, 1597.
- Israël Harvet[18], Discours par lequel est monstré contre le second Paradoxe de la première Décade de M Laurent Joubert qu'il n'y a aucune Raison que quelques-uns puissent vivre sans manger, etc., 1597.
- Israël Harvet, Discours par lequel est prouvé contre le huictième Paradoxe de la première Décade de M Laurent Joubert que ma concoxtion du ventricule, etc., 1597 (Texte en ligne)
- Capitaine Bruneau, Histoire véritable de certains voyages périlleux et hasardeux sur la mer, 1599.
- [Bible, A.T., Psaumes], Les pseaumes de David mis en rime françoise par Clément Marot et Théodore de Bèze, 1599, 8°, USTC n° 16392.
- Georges Pacard, Responce de G. Parcard aux censures et réprehensions du Provincial des Carmes qui est à la Rochefoucault faites sur certains poincts de ses escrits, 1600.
- Le protocole des notaires, tabellions, greffiers, sergents et autres praticiens de la cour laye, contenant la manière de rédiger par escrit tous contrats, instrumens, partages, inventaires, ..., 1600.
- [Bible, A.T., Psaumes], Les pseaumes de David mis en rime françoise par Clément Marot et Théodore de Bèze, avec prose, argumens, annotations et oraisons, 1600, 8°, USTC n° 19140.
- Edmond de Beauval, Déclaration de Pere Edmon de Beauval, iadis Jesuite, docteur en théologie et predicateur en Bourbonnais, publiquement faicte de vive voix en l'église réformée de S. Amans en ladite province, le dimanche dix-huit juillet mil six cents, 1600.

### Période de Saumur: 1601 à 1623
- L. Guido : Le baston de la Foy chrestienne, propre pour rembarrer les ennemis de l’Evangille : par lequel on peut aussi cognoistre l’ancienneté de nostre Foy et de la vraye Église. Recueilli de l’Escriture saincte et des livres des anciens Docteurs de l’Eglise, et des Conciles, et de plusieurs autres Autheurs. Reveu et augmenté[19]. 1601
- Philippe de Marnix, seigneur du Mont-Sainte Aldegonde : Traicté du sacrement de la Saincte Cène du Seigneur. Auquel ceste doctrine est éclaircie, par le fondement de la communion que les vrais fidelles ont avec Iesus Christ le fils de Dieu : et prouvée et simplement et nuement par la pure, claire et expresse parolle de Dieu. Avecques solide réfutation de la doctrine adversaire. 1601[20]
- Philippe de Mornay : Avertissement du sieur du Plessis, à Messieurs de l’Eglise romaine, sur l’escrit naguère publié  par le sieur l’Evesque d’Evreux. 1601[21]
- Philippe de Mornay : Discours véritable de conférence tenue à Fontainebleau[22]. 1601
- Philippe de Mornay : Vérification des lieux impugnez de faux en l’institution de la Saincte Eucharistie par le Iesuite Richeome en ses quatre livres de la Messe[23]. 1601
- Gaspard Quiroga : Index librorum expurgatorum, illustrissimi ac reverendissimi DD Gasparis Quiroga, Cardinalis et Archiepiscopalis Toletani, Hispanis generalis Inquistoris iussu editus. De consilio supremi. Senatus S. generalis inquisit. Iuxta exemplar, quod typis mandatum est Madriti, apud Alphonsum Gomezium regium typographum, anno MDLXXXIII. 1601
- Sac et pièces pour le pape de Rome, ses cardinaux, evesques, etc. contre J.C., fils de Dieu et ses apôtres : avecq ce est insérée la sentence entre les deux partis, laquelle est extraite des registres du Parlement de Paradis. 1601[24]
- Trois tables espagnoles françoises. I : De l’ancienne doctrine de Dieu et de la nouvelle des hommes. II : De la S. Cène et de la Messe. III : De l’Antechrist, et de ses marques. 1601[25]
- Jérôme Zanchi : Excellent traité du mariage spiritvel entre Iesus Christ et son Église. Composé en latin par M Hierome Zanchivs, très-docte théologien de nostre temps ; et nouvellement tourné en François par S.G.S[26].. 1601[27]
- Philippe de Mornay : Response au livre publié par le sieur Evesque d’Evreux sur la conférence tenue à Fontaine-Bleau le quatrième de May, 1600. En laquelle sont incidemment traictées les principales matières controverses en ce temps, etc. 1602.
- Jean Brouault[28] : Resplique aux illusions et fumées de F. François Feu-Ardent, se disant docteur sorboniste en l’Université de Paris. 1603
- Barthélémy Causse[29] : Le Vray bouclier de la Foy chrestienne mis par dialogues…[30] 1603
- Fabrice de la Bassecourt[31] : Déclaration de Fabrice de La Bassecourt, de la ville de Monts en Hainault, cy devant prestre et curé de la paroisse de Sainct Germain à Orléans, et bachelier formé en théologie de l’Eglise romaine, par laquelle il expose les raisons qui l’ont mené à quitter la religion romaine pour embrasser la vérité de l’Evangile. Adressée à ses auditeurs et paroissiens de la paroisse de Sainct Germain à Orléans. 1603
- André Rivet : Eschantillon des principaux paradoxes de la Papauté, sur les poincts de la religion controversez en ce temps. 1603
- Philippe de Mornay : De l’institution, usage et doctrine du Sainct Sacrement de l’Eucharistie en l’Eglise ancienne ; ensemble quand, comment et par quels degrez la Messe s’est introduicte en sa place. Le tout en quatre livres. Revev et augmenté. 1604
- Pierre de l’Hommeau, sieur du Verger[32]  : Deux livres de la iurisprudence françoise, avec belles remarques et décisions notables, tirées des Lois françaises et romaines, en ce qu’elles sont conformes au Droict français, et enrichies des plus célèbres arrests du Parlement de paris et autres courts souveraines de France. Le tout rapporté sur chacun article de la coutume d’Anjou. 1605
- André Rivet : Défense de la liberté chrestienne en l’usage sobre des viandes, contre la doctrine de la papauté maintenue par Georges l'Apostre[33], en son traité du Quaresme. 1605
- Pierre Solomeau[34] : Traicté des indulgences auquel sont brièvement et facilement descouvers et réfutez les abus qui se commettent par les docteurs de l’Eglise romaine en ceste matière. 1605
- Théodore de Bèze : Le sacrifice d’Abraham, composé en manière de tragédie, par personnages. Reveu et corrigé de nouveau. 1606
- George Buchanan : Paraphrasis psalmorvm Davidis poetica. 1606.
- Philippe de Mornay : Discours sur la mort de Dame Charlotte Arbaleste, femme de Messire Philippe de Mornay, seigneur du Plessis Marly. 1606
- Philippe de Mornay : Philippi Mornayi lachrimae. 1606
- Philippe de Mornay : Sur les versets 6 et 7 du quatrième chapitre de la seconde à Timothée. 1606
- Paul Perrot, sieur de la Salle[35] : L’exercice spirituel de Paul Perrot, sieur de la Sale, parisien. Contenant plusieurs méditations et tableaux mystiques sur la considération des mystères de Nostre Seigneur Iesus Christ, ès histoires du vieil testament. 1606
- Responce au faux et calomnieux extrait de Philippe Cospeau, soi-disant docteur en Théologie, sur la conférence tenue à Montluet. Avec un tres-clair examen par la Saincte Escriture des impiétez et contradictions dudict Cospeau, sur le point de la Iustification. 1606
- Jean Taffin (l’ancien) : Des marqves des enfans de Dieu, et des consolations en leurs afflictions. 1606[36]
- Nicolas Vignier : De Venetorum Excommunatione adversus Caesarem Baronium, E. R. Cardinalem, dissertatio. 1606
- Nicolas Vignier : Advis du cardinal Baronivs au Pape Paul Cinqviesme sur l’Excommunication des Vénitiens. Avec la Responce de Nicolas Vignier. En laquelle est montrée la uraie forme de l’Excommunication, tant par l’Escriture Saincte que par les Anciens docteurs de l’Eglise Chrestienne. Escrite premierement en Latin, puis reveuë et mise en François par l’Auteur mesme. 1606
- Entière et complète dispute d’entre les sieurs Samuel de Chamboron[37], ministre de l’Eglise de Lorges et Marchesnoir, et Jean Journé, Docteur en Sorbonne[38]. 1606
- George Buchanam : Georgi Bucani Scoti, Franciscanus et fratres, Elegiarium liber I. Sylvarum liber I. Hendecasyllabarum Liber I. Epigrammaton Libri III. Quibus jam recens accedunt De Sphaera Libri V. 1607
- Jean Carré : Theses theologicae de Iustificatione Hominis coram Deo. 1607
- Philippe de Mornay : Avertissement aux Juifs sur la venue du Mesie. Philippe de Mornay, seigneur du Plessis-Marly. 1607
- André Rivet : Démonstration de Vanité des Causes et Raisons, par lesquelles Olivier Enguerrand, autrefois Cordelier, depuis Ministre en l’Église Réformée de Chef-Boutonne, et maintenant Apostat, prétend colorer sa Perfidie. Pour Response à sa Déclaration[39] qu’il a n’aguere publiée. 1607
- Louis Tralcat, fils : Scholastica et Methodica, Locorum Communium S. Theologiae Intitutio, Didactice et Elenctice in Epitome explicata. In qua, Veritas locorum communium, definitionis cujusque loci, per causas suas Analysi asseritur : Contraria vero Argumenta, imprimis Bellarmini, Generalium Solutionum appendice refutantur. 1607[40]
- Nicolas Vignier : Examen des Erreurs avancez en quelques Propositions et Escrits par F. Sylvestre, Gardien des Capucins de la ville de Blois. Avec le discours qui s’est passé sur les défis faicts par icelui aux Ministres. 1607
- Michel Bérauld[41] : Epistola apologetica ad Plantavitium Pauseum, semi-Iesvuistam. Accessit ejusdem Epistolae assertio nunc primum a M. Beraldo in Lucem edita. 1608
- Jacques Clemenceau[42] : Animadversions de Iaques Clemenceau, Pasteur de l’Eglise Réformée de Poictiers, sur le Traicté intitulé De l’image, et De l’Idole, par le Révérend Père F-I. Porthaise, ci-devant Théologal de l’Eglise de Poictiers. Quelle convenance y a-t-il du Temple de Dieu avec les Idoles? 1608
- Simon Goulart : Considérations sur divers Articles de la Doctrine Chrestienne. 1608
- Pierre de Licques : Disputationum theologicarum prima, de Sacra Theologia quam, iuvante Deo, praeside clarissimo viro, D. Michaele Beraldo, SS. Theologiae doctore et rectore, dignissimo in Academia Samuriensi, sustinere adnitar. 1608
- Nicolas Vignier : Confirmation de Doctrine de la Vraye Participation du Corps et du Sang de notsre Seigneur Iesus Christ, contre la pretendüe Correction de la Silvestre de La Val, Predicateur Capucin. 1608
- J-L. de Beaulieu : Instruction de l’honneste Récréation des Chrestiens. 1609
- Jacques Clemenceau : Raisons sur la Question si on peut faire son salut en l’Eglise Romaine. Et trente antitheses de la Doctrine chrestienne et des Traditions romaines. 1609
- François des Rues : Les Délices de la France ou Description des Antiquités. Fondations et Singularitez des plus célèbres Villes, Bourgs, Chasteaux, Forteresses, Eglises.. du Royaume de France. 1609
- Clément Marot : Les Psaumes de David, mis en rimes françoises. 1609
- Philippe de Mornay : Discours et Meditations Chrestiennes. 1609
- François Picard, Docteur de Paris : Enchiridion de la Doctrine orthodoxe. 1609
- Jean Bedé de la Gourmandière : L’Unité Catholique, dédiée à l’Église Catholique. 1610
- Marc-Duncan de Cérisantes : Henrici IV, Galliae et Navarrae Regis Christianissimi, Foedissimo et Terrimo parricidio Patriae erepti, Iusta, Qualia ei in acerbissimo luctu reddere potuit. Ad Reginam. 1610
- Jacques Clemenceau : Supplément au livret intitulé « Adresse de salut pour les dévoyez de la foy, par R. P. en Dieu Mre François de la Béraudière, abbé commendataire de l’Abbaye de Nouaille au diocèse de Poitiers. 1610
- André Rivet : Triomphe de la vérité, en suite du Sommaire des controverses de Nostre Temps, touchant la Religion. Pour examen et destruction des restes de la fausse doctrine de Guillaume Baile, Iesuiste, adioustés tant à la dernière édition de son Catéchisme, ci-devant réfuté sans réplique, qu’es répetitions, qu’il appelle « Interrogations Catechistiques », tirées du mesme. 1610
- Nicolas Vignier : Théâtre de l’Antéchrist, auquel est répondu au Cardinal Bellarmin, au Sieur de Remond, à Pererius, Ribeira, Viegas, Sanderus et autres qui par leurs écrits condamnent la doctrine des Eglises Reformees sur ce subiet. 1610. (Attribué à Portau)
- François Dissaudeau : Francisci Dissaldei Castellerotiani Pictonis, Medici Regii, Et in Medica Academiae Parisiensis Facultate Doctoris, animadversiones in M. Accii Plautii Comoedias omnes, quibus plusquam octigentae maculae abstergentur. 1611
- Heinrich Loriti, dit Glaréan ou Glareanus : L’Evrope, l’Afriqve et l’Asie, briefvement descrites, suivant l’ordre de Ptolémée. Nouvellement traduit du latin. 1611
- Philippe de Mornay : Discours et Meditations chrestiennes. Reveuz et augmentés de deux traictez, l’un du quaresme et l’autre du Baptesme. Seconde partie. 1611
- Philippe de Mornay : Le mystère d’Iniquité. C'est-à-dire, l’Histoire de la Papauté, par quels progrez elle est montée à ce comble, et quelles oppositions les gens de bien lui ont faict de temps en temps. Ou sont aussi defendus les droicts des Empereurs Rois et Princes Chrestiens, contre les assertions des Cardinaux Bellarmin et Baronius. 1611
- Philippe de Mornay : Mysterium Iniquitatis Sev, Historia Papatus. Quibus Gradibus as Id Fastigii Enisus sit, quamque acriter omni tempore ubique a piis contra intercessum. Arrerentur etiam iura Impertorum, Regum et Principum Christianorum adversus Bellarminum et Baronium Cardinales. 1611
- Hippocrate : Le Livre du Grand et Divin Hippocrate. Des Plaies de Teste, Thresor de Chirurgie. Traduit du Grec, Commente et corrige par M François Dissaudeau, Docteur en la Faculté de Médecine de Paris, et Medecin du Roy. 1612
- Pierre Le Proust : Commentaire sur les Coutumes du Pays de Lodunois, ou se rapportent les Coutumes de plusieurs autres Pays, Ordonnances royaux, Jugemens et Arrêts, Textes de Droit commun. Autorités et Avis conformes ou contraires à icelles. 1612
- Philippe de Mornay : Della Verità della Religione christiana. Contra gli Athei, Epicurei, Pagani, Giudei, Mahumedissi at altri infideli[43]. 1612
- André Rivet : Défense des deux Epistres et de la Preface du Livre de Messire Philippe de Mornay, Seigneur du Plessis-Marly, intitulé le Mystère d’Iniquité, c'est-à-dire l’Histoire de la Papauté, contre les cavillations et les calomnies de Pelletier et du Bray, En laquelle sont incidemment traitez en plusieurs poincts de la Religion controversez en ce temps. 1612
- Ferdinand Gonzague, cardinal, duc de Mantoue et de Montferrat : Responce au Manifeste du Duc de Savoye, Touchant les causes qui l’ont meu à prendre les armes contre le duce de Mantouë dans le Duché de Montferrat. Traduit de l’Italien en François, jouxte la copie italienne imprimée à Matouë. 1613
- Nicolas, sieur des Escuteaux : Les Admirables faicts d’Armes d’Alceste Servant l’infidèle Lydie. 1613
- Pierre de Le Primaudye : L’Academie Françoise divisee en Quatre Livres de la Philosophie Humaine et Morale et de la Naturelle et Divine. Ier Livre, De la Cognoissance de l’Homme, etc. II Livre, De l’Academie Françoise, de la Philosophie Humaine, Sur la Creation, Matiere, Composition, Forme, Diuision, utilitez et usage des Parties corporelles et animales de l’Homme, etc. III Livre, De l’Academie Françoise, de la Philosophie Naturelle, Sur la Creation, du Ciel et de la Terre, forme, nature, et diuision des Spheres, et de leurs mouvements et effets, etc. IIII Livre, De l’Academie Françoise, de la Philosophie divine et chrestienne, sur la Vrays et Seuls moyens, etc. A la Royne regente. 1613
- La Bible, qui est Toute la Saincte Escriture, du Vieil et du Nouveau Testament, autrement l’Ancienne et la Nouvelle Alliance. Le Tout Reveu et conferé sur les Textes Hebrieux et grecs par les pasteurs et professeurs de l’Eglise de Geneve. 1614
- Le Nouveau Testament, autrement la Nouvelle Alliance de Nostre Seigneur Iesus-Christ. Le Tout Reveu et conferé sur les Textes Hebrieux et grecs par les pasteurs et professeurs de l’Eglise de Geneve. 1614
- Clement Marot et Theodore de Beze : Les Pasaumes de David, Mis en rime Françoise. 1615
- Mathieu Cottières : Apocalypseos, Domini Nostri Iesus Christi, Expositio perpetua, atque Apodeictica. 1615
- (Anonyme): Discours d’un gentilhomme à un sien ami. Contre l’Astrologie judiciaire, la curieuse recherche des choses futures. 1615
- Paul Geslin de la Pillière : L’Espee de l’Eternel et de Gedeon pour Defense de l’Auctorité et Maiesté divine de la Parole de Dieu, II, De la Version et de l’Interpretation d’Icelle, donnee par la main de ses Serviteurs, etc. 1615
- Jean de Montgeon de Fléac : Alphabet militaire. 1615
- André Rivet : Remarques et Considérations sur la Response de F. Nicolas Coeffeteau, Moine de la secte de Dominique, au Livre de Messire Philippe De Mornay, seigneur du Plessis marly, intitulé Le Mystère d’Iniquité, etc. Première partie, en laquelle sont traitées les principales Controverses historiques, des huit premiers siècles. 1615
- André Rivet : Sommaire de Toutes les Controverses touchant la Religion, agitées de nostre temps entre l’Eglise romaine et les Eglises réformées, auquel la vraie et la fausse doctrines se pourront discerner par la confrontation des deux esprits contraires : l’Un, le Catéchisme des controverses dressé et publié du mandement de l’Archevêque de Bourdeaus, par Guillaume Baisle, iésuiste, l’Autre, l’examen et response que lui a opposé de poinct en poinct André Rivet, poictevin, pasteur de l’Eglise de Thouars. 1615
- IDMGT  : Histoire du Grand et Admirable Royaume d’Antangil. Inconnu jusqu'à présent à tous Historiens et Cosmographes ; composé de six vingt provinces très-belles et très-fertiles. Avec la description d’icelui et de sa police nom-pareille, tant civile que militaire. De l’instruction de la ieunesse et de la Religion. 1616 (Texte en ligne)
- M. du Tertre, sieur de Lamothe-Luyne : Déclarations et manifeste des principaux sujets et Motifs qui ont poussé et induit Maistre M. Du Tertre, Sr de la Mothe-Luyne, autrefois Prédicateur en l’ordre des Capucins, sous le nom de P. Firmin, à s’en retirer, et de l’Eglise Romaine, pour se ranger, joindre et unir aux Réformées de ce Royaume et en icelles professer la pureté de l’Evangile. 1616
- Clément Marot et Théodore de Bèze : Les 150 (CL) pseaumes de David, mis en en rime françoise. 1617
- Déclaration du Roy en faveur des princes, ducs, pairs, officiers de la Couronne,  etc., qui s’estoient éloignez de sa Majesté… 1617
- André Rivet, poictevin, ministre de la parole de Dieu en l’Eglise de Thouars : Remarques et considérations sur la Response de Nicolas Coëffeteau, moine, de la secte de Dominique, au livre de Messire Philippe de Mornay, sieur du Plessis-Marly, intitulé Le Mystère d'iniquité, c'est-à-dire l’Histoire de la Papauté, pour défense de la Monarchie d’un seul Iesus-Christ sur son Eglise, et de la souveraineté des empereurs et roys sur les Estats. Deuxième partie. 1617
- Nicolas Vignier : Apologie catholique de la Doctrine des Eglises Réformées contre un escrit de Pierre Coton. pour Gaucher Collas. 1617
- Jean Carré et Paul Geslin de la Piltière : Actes de la Conférence tenue à Chasteleraud, depuis le dernier Juillet jusqu’au 9 d’Aoust. 1618
- John Cameron : Theses De Gratia, et Libero Arbitrario, disputatae August. 14 1618. 1618
- Paul Geslin de la Piltière  : Bref et véritable discours de ce qui s’est passé en la Conférence requise, par Iean Mestaier, ci-devant ministre du Sainct Evangile, etc. 1618
- La Bible, qui est toute la Saincte Escriture du Vieil et Nouveau Testament, Autrement l’ancienne et la nouvelle Alliance. 1619
- Mathieu Cottières  : Traicté des Originaux et Versions utiles à tous fidèles, et servant de response au Général de la Genève, plagiaire de Pierre Cotton, Iésuiste, et de défense aux versions de l’escriture, reçues es Eglises Réformées. 1619
- Guillaume Du Vair : Lettres de Messieurs les chancelier, garde des Sceaux  et président Jeannin, escrites à la Royne mère. 1619
- Isaac de Cuville  : Récit véritable de la Conférence entre Nicolas Chichon, minime, professeur en théologie à Poitiers, et I. de Cuville, advenue le 29 jour d’apvril, le 5 jour de juin, le 7 et 10 du mesme mois, avec la response au livre mis en lumière par ledit minime. 1619
- Lettre de Monsieur le Prince de Piémont à la Roine mère. 1619
- Lettre de la Main du Roy à la Lettre de la Roine sa Mère, du 10 mars 1619. 1619
- André Rivet : Remarques et considérations sur le Réponse de F. Nicolas Coeffeteau au Livre de Du Plessis Mornay intitulé « Le Mystère d’Iniquité ». 1619
- Anonyme : La Roullée du Sieur d’Espernon, en Forme de Remontrance et d’Advis Salutaire, par un de ses amys. 1619
- Samuel Bochart : Theses Theologicae, de Verbo Dei. 1620
- André Rivet : Histoire des choses plus notables advenues en l’Eglise depuis l’envoi des Apostres jusques à nostre temps, contenant les entreprises des evesques sur le spirituel et le temporel, et les oppositions qui leur ont été faictes de temps en temps ; avec la defense de la déduction du « Mystère d’iniquité » faicte par Messire Philippe Demornay, seigneur du Plessis-Marli, contre les accusations de Coëffeteau et de Gretierus. 1620
- Guillaume Rivet de Champvernon : Destruction de la Tour de Babel, c'est-à-dire de la Monarchie mal-fondée, usurpée par le Pape sur l’Eglise Universelle. 1620
- Clément Marot et Théodore de Bèze : Pseaumes de David, mis en rimes françoises. 1622
- Nicolas, sieur des Escuteaux : Les fortunes d’Alminte. 1622
- Ratramne de Corbie (le moine Bertram): Traité de Bertram, prestre, à Charle le Chauve, Roy de France. Du Corps et du Sang de nostre Seigneur Iesus-Christ. 1623.